# Šestnáctková soustava
Šestnáctková soustava (též hexadecimální soustava) je číselná soustava základu 16. Slovo hexadecimální pochází z řeckého slova έξι (hexi) znamenajícího „šest“, a latinského slova decem, které znamená „deset“. Hexadecimální čísla se zapisují pomocí číslic '0', '1', '2', '3', '4', '5', '6', '7', '8' a '9' a písmen 'A', 'B', 'C', 'D', 'E' a 'F', přičemž písmena 'A'–'F' reprezentují cifry s hodnotou 10–15. Např. 3F716 reprezentuje hodnotu, které v desítkové soustavě odpovídá číslu 3×162 + 15×161 + 7×160 = 1015. Díky jednoduchému vzájemnému převodu mezi šestnáctkovou a dvojkovou soustavou, se hexadecimální zápis čísel často používá v oblasti informatiky, například pro adresy v operační paměti počítače.

## Význam a použití
V podstatě všechny současné počítače pracují ve dvojkové soustavě, protože je to z konstrukčního hlediska nejvýhodnější. Mnohaciferná dvojková čísla jsou však pro člověka dlouhá a nepřehledná. Proto se při programování počítačů často vyjadřují dvojková čísla a kódy v šestnáctkové, případně osmičkové soustavě, kde je počet cifer 4x resp. 3x menší.
Základ hexadecimální soustavy, číslo 16, je rovno 24. Jedna hexadecimální číslice tedy reprezentuje právě 4 dvojkové číslice (bity), čili jeden nibble (půl bajtu). Například všechny hodnoty uložitelné do jednoho bajtu lze vyjádřit právě dvěma šestnáctkovými číslicemi (0016–FF16).

## Zápis hexadecimálních čísel
V matematice se šestnáctková čísla označují dolním indexem 16, H nebo hex. Do počítače se hexadecimální čísla zapisují různě, podle konvence používané konkrétním programovacím jazykem nebo souborovým formátem. V programovacím jazyce C se před šestnáctkové číslo klade předpona 0x, např. 0xAB. V některých speciálních situacích se používá pouze předpona x, např. při zadávání znaku pomocí escape sekvence je možno napsat \xAB. V jazyce symbolických adres (assembleru) se hexadecimální číslice obvykle označují předponou $ (např. $AB), nebo příponou h (např. 0ABh). V programovacích jazycích používajících zápis typu 1Fh je před číslo začínající cifrou A–F třeba napsat nevýznamnou nulu, aby se poznalo, že se jedná o číslo, nikoli o identifikátor proměnné (Dech je identifikátor, 0Dech je číslo).
Pro hexadecimální zápis desítkového čísla 225 se používají následující notace:
- E116, E1hex, E1H – matematický zápis
- 0xE1 – zápis v programovacím jazyce C, C++ a v jazycích vycházejících ze syntaxe C-jazyka
- 0E1h – zápis ve většině assemblerů (když číslo nezačíná desítkovou číslicí, tak je 0 na počátku povinná, 'h' může být malé i velké)
- $E1 – jazyk Pascal, některé assemblery
- #0000E1 – zápis kódu barvy v HTML a CSS (šest číslic, první dvojčíslí je intenzita červené, druhá zelené, třetí modré; případně tři číslice – jedna pro každou složku)
- U+00E1 – kód znaku UNICODE (unikód znaku malé dlouhé A – „á“; zpravidla uvádíme minimálně 4 číslice, kvůli UTF-16)
- &HE1 – jazyk Visual Basic

Při zápisu hexadecimálních čísel většinou nehraje roli, zda se pro cifry s hodnotou 10 až 15 použijí velká písmena 'A' až 'F' nebo malá písmena 'a' až 'f'.

## Převody čísel
Převodem čísel zde zpravidla rozumíme převod z hexadecimální soustavy do dekadické, nebo z dekadické do hexadecimální, mohli bychom uvažovat také dvojkovou soustavu nebo osmičkovou soustavu, jiné číselné soustavy
se běžně nepoužívají.
Hexadecimální desetinná čísla lze vždy převést beze zbytku do desítkové soustavy, avšak dekadická desetinná čísla se často promítnou do šestnáctkové soustavy jako periodická (např. 0,210 = 0,333333...16).

### Převod celých desítkových čísel na šestnáctkové
Celá desítková čísla můžeme převádět na šestnáctková například pomocí postupného dělení šestnácti a sepisování zbytku po dělení.
Mějme například číslo {\displaystyle x=(15119)_{10}} v dekadické soustavě. Převod provádíme tak, že číslo {\displaystyle x} dělíme šestnácti a výsledek (podíl) píšeme v celých číslech. Při dělení vzniká zbytek, který si napíšeme. Vzniklý podíl opětovně dělíme šestnácti a zbytek zapisujeme, dokud nedostaneme nulu. Když přečteme zbytky v obráceném pořadí jako šestnáctkové číslice, dostáváme šestnáctkové číslo:
| 15119 / 16 | = 944 zbytek 15 | (F)16 |
| 944 / 16   | = 59 zbytek 0   | (0)16 |
| 59 / 16    | = 3 zbytek 11   | (B)16 |
| 3 / 16     | = 0 zbytek 3    | (3)16 |

Když přepíšeme zbytky v opačném pořadí, dostaneme šestnáctkové číslo 3B0F16.

### Převod celých šestnáctkových čísel na desítkové
Výpočet hodnoty hexadecimálního čísla, které se skládá z {\displaystyle k} číslic {\displaystyle x_{0}x_{1}\ldots x_{(k-1)}}, nabývající hodnoty 0–9, A, B, C, D, E, F se provádí podle následujícího vzorce:
{\displaystyle x=\sum _{i=0}^{k-1}{x_{i}}\cdot 16^{i}}
Tedy například číslo v hexadecimální soustavě zapsané jako 3B0F znamená v desítkové soustavě číslo 15119:
{\displaystyle \ x_{3}=3;x_{2}={\rm {B}}\equiv 11;x_{1}=0;x_{0}={\rm {F}}\equiv 15}
{\displaystyle ({\rm {3B0F}})_{16}=\sum _{i=0}^{k-1}{x_{i}}\cdot 16^{i}=x_{3}\cdot 16^{3}+\ x_{2}\cdot 16^{2}+\ x_{1}\cdot 16^{1}+\ x_{0}\cdot 16^{0}}
{\displaystyle =3\cdot 16^{3}+\ 11\cdot 16^{2}+\ 0\cdot 16^{1}+\ 15\cdot 16^{0}=12288\ +\ 2816\ +\ 0\ +\ 15\ =(15119)_{10}}
| rozepsané hex. číslo | 3     | B    | 0   | F   |
| násobeno             | 163   | 162  | 161 | 160 |
| rozepsaný násobek    | 12288 | 2816 | 0   | 15  |

### Převod šestnáctkových čísel na dvojkové
Převod čísla z hexadecimální soustavy do soustavy dvojkové (binární) je usnadněn díky tomu, že číslo 16 je mocninou čísla 2 (24 = 16). Postup převodu je následovný. Rozdělíme byte reprezentovaný dvěma šestnáctkovými čísly na nibbly (1⁄2 bytu − 1 písmeno) a každý nibbl převedeme pomocí následující tabulky do jeho dvojkové (binární) reprezentace.
| Šestnáctkové číslo | 0    | 1    | 2    | 3    | 4    | 5    | 6    | 7    | 8    | 9    | A    | B    | C    | D    | E    | F    |
| Dekadické číslo    | 0    | 1    | 2    | 3    | 4    | 5    | 6    | 7    | 8    | 9    | 10   | 11   | 12   | 13   | 14   | 15   |
| Binární číslo      | 0000 | 0001 | 0010 | 0011 | 0100 | 0101 | 0110 | 0111 | 1000 | 1001 | 1010 | 1011 | 1100 | 1101 | 1110 | 1111 |

Po převodu opět spojíme nibbly (teď již ve dvojkové (binární) reprezentaci) do jednoho bytu (teď již ve dvojkové (binární) reprezentaci).
Příklad: Chceme číslo (3F 5A)16 = (16218)10 převést do dvojkové (binární) soustavy.
Rozdělíme si číslo (dvojbajtové) na jednotlivé nibbly – 3, F, 5, A. Každý nibbl převedeme podle výše uvedené tabulky do jeho dvojkové (binární) reprezentace:
3 = 0011
F = 1111
5 = 0101
A = 1010
A převedené nibbly opět spojíme dohromady (3F 5A)16 = (00111111 01011010)2.

### Převod z dvojkové soustavy do šestnáctkové
Algoritmus převodu je přesně opačný, než u převádění HEX do binární soustavy. Nejprve rozdělíme byty na nibbly, které pomocí výše uvedené tabulky převedeme na jednotlivé číslice v hexadecimální soustavě, které spojíme dohromady.

#### Příklad 1
Chceme číslo (11001101)2 převést do hexadecimální soustavy.
Nejprve rozdělíme číslo na jednotlivé nibbly – 1100,1101. A každý nibbl převedeme pomocí výše zmíněné tabulky:

1100 = C

1101 = D
Převedené nibbly opět spojíme dohromady (11001101)2 = (CD)16. Tím jsme pomocí tabulky získali přímý převod binárního čísla do hexa formy.

#### Příklad 2
Tabulku není třeba si pamatovat, binární hodnoty lze do hexa převádět i zprostředkovaně přes dekadické hodnoty:
Danou hodnotu (100101101)2 rozdělíme na již zmíněné nibbly (vždy zprava):

1 0010 1101
Označíme pozice a jejich hodnoty, 18141211, takže pokud dle pozic sečteme hodnoty u všech jedniček, získáme dekadickou hodnotu nibblu, zde:

08 04 02 11 = 1

08 04 12 01 = 2

18 14 02 11 = 8 + 4 + 1 = (13)10 = DH
Číslo už teď stačí jen konečně sepsat do hexa: (12D)16 nebo počítačově 0x12D.

#### Převodní tabulka
Do jednoho bajtu lze uložit čísla v rozsahu 0 až FF16 nebo dekadicky 0 až 25510. Pomocí následující tabulky převedeme hexadecimální byte tak, že ve sloupci najdeme první cifru a v řádku druhou cifru. Např. pro číslo C516 najdeme v řádku „C0“ a sloupci „+05“ dekadickou hodnotu 197.
| HEX/DEC | +016 | +116 | +216 | +316 | +416 | +516 | +616 | +716 | +816 | +916 | +A16 | +B16 | +C16 | +D16 | +E16 | +F16 |
| ------- | ---- | ---- | ---- | ---- | ---- | ---- | ---- | ---- | ---- | ---- | ---- | ---- | ---- | ---- | ---- | ---- |
| 0016    | 0    | 1    | 2    | 3    | 4    | 5    | 6    | 7    | 8    | 9    | 10   | 11   | 12   | 13   | 14   | 15   |
| 1016    | 16   | 17   | 18   | 19   | 20   | 21   | 22   | 23   | 24   | 25   | 26   | 27   | 28   | 29   | 30   | 31   |
| 2016    | 32   | 33   | 34   | 35   | 36   | 37   | 38   | 39   | 40   | 41   | 42   | 43   | 44   | 45   | 46   | 47   |
| 3016    | 48   | 49   | 50   | 51   | 52   | 53   | 54   | 55   | 56   | 57   | 58   | 59   | 60   | 61   | 62   | 63   |
| 4016    | 64   | 65   | 66   | 67   | 68   | 69   | 70   | 71   | 72   | 73   | 74   | 75   | 76   | 77   | 78   | 79   |
| 5016    | 80   | 81   | 82   | 83   | 84   | 85   | 86   | 87   | 88   | 89   | 90   | 91   | 92   | 93   | 94   | 95   |
| 6016    | 96   | 97   | 98   | 99   | 100  | 101  | 102  | 103  | 104  | 105  | 106  | 107  | 108  | 109  | 110  | 111  |
| 7016    | 112  | 113  | 114  | 115  | 116  | 117  | 118  | 119  | 120  | 121  | 122  | 123  | 124  | 125  | 126  | 127  |
| 8016    | 128  | 129  | 130  | 131  | 132  | 133  | 134  | 135  | 136  | 137  | 138  | 139  | 140  | 141  | 142  | 143  |
| 9016    | 144  | 145  | 146  | 147  | 148  | 149  | 150  | 151  | 152  | 153  | 154  | 155  | 156  | 157  | 158  | 159  |
| A016    | 160  | 161  | 162  | 163  | 164  | 165  | 166  | 167  | 168  | 169  | 170  | 171  | 172  | 173  | 174  | 175  |
| B016    | 176  | 177  | 178  | 179  | 180  | 181  | 182  | 183  | 184  | 185  | 186  | 187  | 188  | 189  | 190  | 191  |
| C016    | 192  | 193  | 194  | 195  | 196  | 197  | 198  | 199  | 200  | 201  | 202  | 203  | 204  | 205  | 206  | 207  |
| D016    | 208  | 209  | 210  | 211  | 212  | 213  | 214  | 215  | 216  | 217  | 218  | 219  | 220  | 221  | 222  | 223  |
| E016    | 224  | 225  | 226  | 227  | 228  | 229  | 230  | 231  | 232  | 233  | 234  | 235  | 236  | 237  | 238  | 239  |
| F016    | 240  | 241  | 242  | 243  | 244  | 245  | 246  | 247  | 248  | 249  | 250  | 251  | 252  | 253  | 254  | 255  |

## Zlomky v šestnáctkové soustavě
- (1/2)10 = (0,8)16
- (1/4)10 = (0,4)16
- (1/8)10 = (0,2)16
- (1/10)10 = (0,199999…)16
- (1/16)10 = (0,1)16
- (1/20)10 = (0,0CCCCC…)16

## Srovnání číselných soustav
| Číselná soustava (základ) | Číselná soustava (základ) | Číselná soustava (základ) | Číselná soustava (základ) | Číselná soustava (základ) | Číselná soustava (základ) | Číselná soustava (základ) | Číselná soustava (základ) | Číselná soustava (základ) | Číselná soustava (základ) | Číselná soustava (základ) | Číselná soustava (základ) | Číselná soustava (základ) |
| 10                        | 2                         | 3                         | 4                         | 5                         | 6                         | 7                         | 8                         | 9                         | 12                        | 16                        | 20                        | 36                        |
| ------------------------- | ------------------------- | ------------------------- | ------------------------- | ------------------------- | ------------------------- | ------------------------- | ------------------------- | ------------------------- | ------------------------- | ------------------------- | ------------------------- | ------------------------- |
| 1                         | 1                         | 1                         | 1                         | 1                         | 1                         | 1                         | 1                         | 1                         | 1                         | 1                         | 1                         | 1                         |
| 2                         | 10                        | 2                         | 2                         | 2                         | 2                         | 2                         | 2                         | 2                         | 2                         | 2                         | 2                         | 2                         |
| 3                         | 11                        | 10                        | 3                         | 3                         | 3                         | 3                         | 3                         | 3                         | 3                         | 3                         | 3                         | 3                         |
| 4                         | 100                       | 11                        | 10                        | 4                         | 4                         | 4                         | 4                         | 4                         | 4                         | 4                         | 4                         | 4                         |
| 5                         | 101                       | 12                        | 11                        | 10                        | 5                         | 5                         | 5                         | 5                         | 5                         | 5                         | 5                         | 5                         |
| 6                         | 110                       | 20                        | 12                        | 11                        | 10                        | 6                         | 6                         | 6                         | 6                         | 6                         | 6                         | 6                         |
| 7                         | 111                       | 21                        | 13                        | 12                        | 11                        | 10                        | 7                         | 7                         | 7                         | 7                         | 7                         | 7                         |
| 8                         | 1000                      | 22                        | 20                        | 13                        | 12                        | 11                        | 10                        | 8                         | 8                         | 8                         | 8                         | 8                         |
| 9                         | 1001                      | 100                       | 21                        | 14                        | 13                        | 12                        | 11                        | 10                        | 9                         | 9                         | 9                         | 9                         |
| 10                        | 1010                      | 101                       | 22                        | 20                        | 14                        | 13                        | 12                        | 11                        | A                         | A                         | A                         | A                         |
| 100                       | 1100100                   | 10201                     | 1210                      | 400                       | 244                       | 202                       | 144                       | 121                       | 84                        | 64                        | 50                        | 2S                        |
| 1000                      | 1111101000                | 1101001                   | 33220                     | 13000                     | 4344                      | 2626                      | 1750                      | 1331                      | 6B4                       | 3E8                       | 2A0                       | RS                        |